# 오마르 카라미

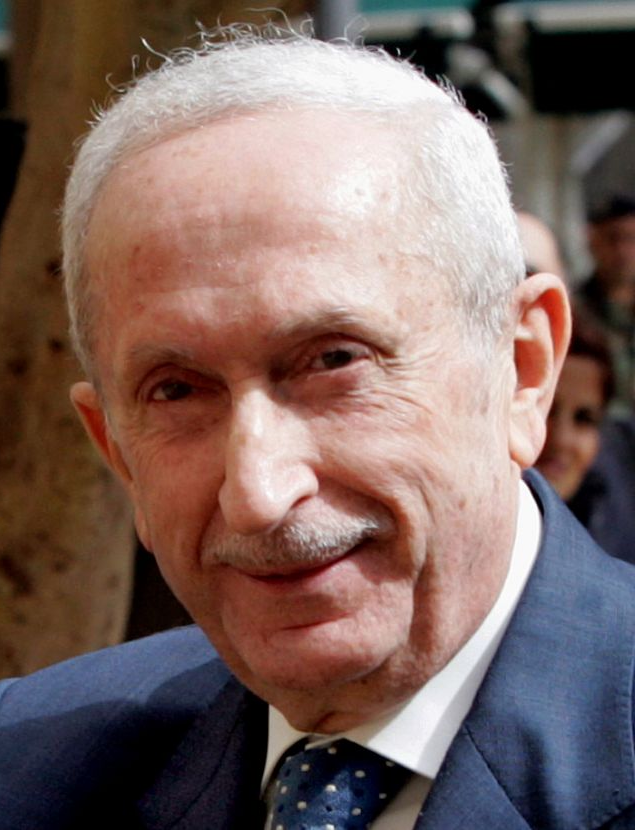

오마르 압둘 하미드 카라미(عمر عبد الحميد كرامي, 1934년 9월 7일 ~ 2015년 1월 1일)는 레바논의 정치가로, 총리를 두 번 역임했다.